# Chaetocladius crassisaetosus
Chaetocladius crassisaetosus är en tvåvingeart som beskrevs av Tuiskunen 1986. Chaetocladius crassisaetosus ingår i släktet Chaetocladius och familjen fjädermyggor.
Artens utbredningsområde är Finland. Enligt den finländska rödlistan är arten nära hotad i Finland. Arten har ej påträffats i Sverige. Artens livsmiljö är sjö- och älvstränder. Inga underarter finns listade i Catalogue of Life.